# Fərid Yusifli
Fərid Yalçın oğlu Yusifli (* 20. Februar 2002) ist ein aserbaidschanischer Fußballspieler.

## Karriere

### Verein
Yusifli stammt aus der Jugend von Neftçi Baku und gab dort am 20. August 2020 sein Erstligadebüt bei einem Spiel gegen Qarabağ Ağdam (2:1). Am Ende der Spielzeit konnte er dann erstmals die nationale Meisterschaft feiern. 

### Nationalmannschaft
Von 2017 bis 2023 war Yusifli für diverse Jugendnationalmannschaften Aserbaidschans aktiv, zuletzt spielt er acht Partien für die U-21-Auswahl seines Landes und war zeitweise ihr Kapitän.

## Erfolge
Neftçi Baku
- Aserbaidschanischer Meister: 2021